# دووبراوی
دووبراوی (به چکی: Doubravy) یک منطقهٔ مسکونی در جمهوری چک است که در ناحیه زلین واقع شده‌است. دووبراوی ۱۰٫۱۸ کیلومتر مربع مساحت و ۴۵۹ نفر جمعیت دارد و ۳۳۷ متر بالاتر از سطح دریا واقع شده‌است.